# San Vicente (Northern Samar)
San Vicente is een gemeente in de Filipijnse provincie Northern Samar op de Naranjo-eilanden. Bij de laatste census in 2007 had de gemeente bijna zevenduizend inwoners.

## Geografie

### Bestuurlijke indeling
San Vicente is onderverdeeld in de volgende 7 barangays:
| - Destacado Pob. - Maragat - Mongol Bongol Pob. - Punta Pob. | - Sangputan - Sila - Tarnate |

## Demografie
San Vicente had bij de census van 2007 een inwoneraantal van 6.506 mensen. Dit zijn 675 mensen (11,6%) meer dan bij de vorige census van 2000. De gemiddelde jaarlijkse groei komt daarmee uit op 1,52%, hetgeen lager is dan het landelijk jaarlijks gemiddelde over deze periode (2,04%). Vergeleken met de census van 1995 is het aantal mensen met 536 (9,0%) toegenomen.

De bevolkingsdichtheid van San Vicente was ten tijde van de laatste census, met 6.506 inwoners op 15,8 km², 411,8 mensen per km².